# مظهر عبد الرحمن
مظهر عبد الرحمن هو لاعب كرة قدم مصري، ولد في 11 نوفمبر عام 1976، في القاهرة في مصر. شارك مع منتخب مصر لكرة القدم. أما مع النوادي، فقد لعب مع النادي المصري وجيانغسو سونينغ ونادي الزمالك ونادي المقاولون العرب ونادي شاتورو ونادي موناكو.

## وصلات خارجية
- مظهر عبد الرحمن على موقع الاتحاد الأوربي (الإنجليزية)
- مظهر عبد الرحمن على موقع قاعدة بيانات كرة القدم.إي يو (الإنجليزية)
- مظهر عبد الرحمن على موقع ناشيونال فوتبول تيمز (الإنجليزية)